# WikidPad
WikidPad – zaawansowany notatnik o rozbudowanej strukturze (program zarządzania informacją osobistą) oparty na mechanizmie wiki.
Jest otwartym oprogramowaniem napisanym w języku Python.